# Fußball-Asienmeisterschaft der Frauen 2026/Gruppe C
| Pl. | Land           | Sp. | S | U | N | Tore    | Diff. | Punkte |
| --- | -------------- | --- | - | - | - | ------- | ----- | ------ |
| 1.  | Japan          | 0   | 0 | 0 | 0 | 000:000 | ±0    | 0      |
| 1.  | Vietnam        | 0   | 0 | 0 | 0 | 000:000 | ±0    | 0      |
| 1.  | Indien         | 0   | 0 | 0 | 0 | 000:000 | ±0    | 0      |
| 1.  | Chinese Taipei | 0   | 0 | 0 | 0 | 000:000 | ±0    | 0      |

Die Gruppe C der Fußball-Asienmeisterschaft der Frauen 2026 wird eine der drei Gruppen des Turniers sein. Der erste Spieltag soll am 4. März 2026 ausgetragen werden, der letzte Spieltag ist für den 10. März 2026 geplant. Die Gruppe besteht aus den Nationalmannschaften aus Japan, Vietnam, Chinese Taipei und Indien.

## Japan – Chinese Taipei –:– (–:–)
| Japan                                                                         | Japan                                                                                                 | Chinese Taipei                                                                                        | Chinese Taipei |
| ----------------------------------------------------------------------------- | --- | --- | -------------- |
| Japan                                                                         | \| 1. Spieltag \| \| 4. März 2026 um 13:00 Uhr (6:00 Uhr MEZ) in Perth (Perth Rectangular Stadium) \| | \| 1. Spieltag \| \| 4. März 2026 um 13:00 Uhr (6:00 Uhr MEZ) in Perth (Perth Rectangular Stadium) \| | Chinese Taipei |
| Japan                                                                         | Cheftrainer: Nils Nielsen ( Dänemark)                                                                 | Cheftrainer: Chan Hiu Ming ( Hongkong)                                                                | Chinese Taipei |
| 1. Spieltag                                                                   | | |                |
| 4. März 2026 um 13:00 Uhr (6:00 Uhr MEZ) in Perth (Perth Rectangular Stadium) | | |                |

## Vietnam – Indien –:– (–:–)
| Vietnam                                                                        | Vietnam                                                                                                | Indien                                                                                                 | Indien |
| ------------------------------------------------------------------------------ | --- | --- | ------ |
| Vietnam                                                                        | \| 1. Spieltag \| \| 4. März 2026 um 19:00 Uhr (12:00 Uhr MEZ) in Perth (Perth Rectangular Stadium) \| | \| 1. Spieltag \| \| 4. März 2026 um 19:00 Uhr (12:00 Uhr MEZ) in Perth (Perth Rectangular Stadium) \| | Indien |
| Vietnam                                                                        | Cheftrainer: Mai Đức Chung                                                                             | Cheftrainer: Crispin Chettri                                                                           | Indien |
| 1. Spieltag                                                                    | | |        |
| 4. März 2026 um 19:00 Uhr (12:00 Uhr MEZ) in Perth (Perth Rectangular Stadium) | | |        |

## Chinese Taipei – Vietnam –:– (–:–)
| Chinese Taipei                                                                | Chinese Taipei                                                                                        | Vietnam                                                                                               | Vietnam |
| ----------------------------------------------------------------------------- | --- | --- | ------- |
| Chinese Taipei                                                                | \| 2. Spieltag \| \| 7. März 2026 um 13:00 Uhr (6:00 Uhr MEZ) in Perth (Perth Rectangular Stadium) \| | \| 2. Spieltag \| \| 7. März 2026 um 13:00 Uhr (6:00 Uhr MEZ) in Perth (Perth Rectangular Stadium) \| | Vietnam |
| Chinese Taipei                                                                | Cheftrainer: Chan Hiu Ming ( Hongkong)                                                                | Cheftrainer: Mai Đức Chung                                                                            | Vietnam |
| 2. Spieltag                                                                   | | |         |
| 7. März 2026 um 13:00 Uhr (6:00 Uhr MEZ) in Perth (Perth Rectangular Stadium) | | |         |

## Indien – Japan –:– (–:–)
| Indien                                                                         | Indien                                                                                                 | Japan                                                                                                  | Japan |
| ------------------------------------------------------------------------------ | --- | --- | ----- |
| Indien                                                                         | \| 2. Spieltag \| \| 7. März 2026 um 19:00 Uhr (12:00 Uhr MEZ) in Perth (Perth Rectangular Stadium) \| | \| 2. Spieltag \| \| 7. März 2026 um 19:00 Uhr (12:00 Uhr MEZ) in Perth (Perth Rectangular Stadium) \| | Japan |
| Indien                                                                         | Cheftrainer: Crispin Chettri                                                                           | Cheftrainer: Nils Nielsen ( Dänemark)                                                                  | Japan |
| 2. Spieltag                                                                    | | |       |
| 7. März 2026 um 19:00 Uhr (12:00 Uhr MEZ) in Perth (Perth Rectangular Stadium) | | |       |

## Japan – Vietnam –:– (–:–)
| Japan                                                                           | Japan                                                                                                   | Vietnam                                                                                                 | Vietnam |
| ------------------------------------------------------------------------------- | --- | --- | ------- |
| Japan                                                                           | \| 3. Spieltag \| \| 10. März 2026 um 17:00 Uhr (10:00 Uhr MEZ) in Perth (Perth Rectangular Stadium) \| | \| 3. Spieltag \| \| 10. März 2026 um 17:00 Uhr (10:00 Uhr MEZ) in Perth (Perth Rectangular Stadium) \| | Vietnam |
| Japan                                                                           | Cheftrainer: Nils Nielsen ( Dänemark)                                                                   | Cheftrainer: Mai Đức Chung                                                                              | Vietnam |
| 3. Spieltag                                                                     | | |         |
| 10. März 2026 um 17:00 Uhr (10:00 Uhr MEZ) in Perth (Perth Rectangular Stadium) | | |         |

## Indien – Chinese Taipei –:– (–:–)
| Indien                                                                        | Indien                                                                                                | Chinese Taipei                                                                                        | Chinese Taipei |
| ----------------------------------------------------------------------------- | --- | --- | -------------- |
| Indien                                                                        | \| 3. Spieltag \| \| 10. März 2026 um 20:00 Uhr (10:00 Uhr MEZ) in Sydney (Western Sydney Stadium) \| | \| 3. Spieltag \| \| 10. März 2026 um 20:00 Uhr (10:00 Uhr MEZ) in Sydney (Western Sydney Stadium) \| | Chinese Taipei |
| Indien                                                                        | Cheftrainer: Crispin Chettri                                                                          | Cheftrainer: Chan Hiu Ming ( Hongkong)                                                                | Chinese Taipei |
| 3. Spieltag                                                                   | | |                |
| 10. März 2026 um 20:00 Uhr (10:00 Uhr MEZ) in Sydney (Western Sydney Stadium) | | |                |